# Andressinha
Andressinha, de son nom complet Andressa Cavalari Machry, née le 1er mai 1995 à Roque Gonzales, est une joueuse internationale brésilienne de football évoluant au poste de milieu de terrain à Palmeiras.

## Biographie
Elle participe aux Jeux olympiques d'été de 2020 organisés à Tokyo.